# Вікторія (бухта)
22°17′15.91″ пн. ш. 114°10′25.03″ сх. д. / 22.2877528° пн. ш. 114.1736194° сх. д.

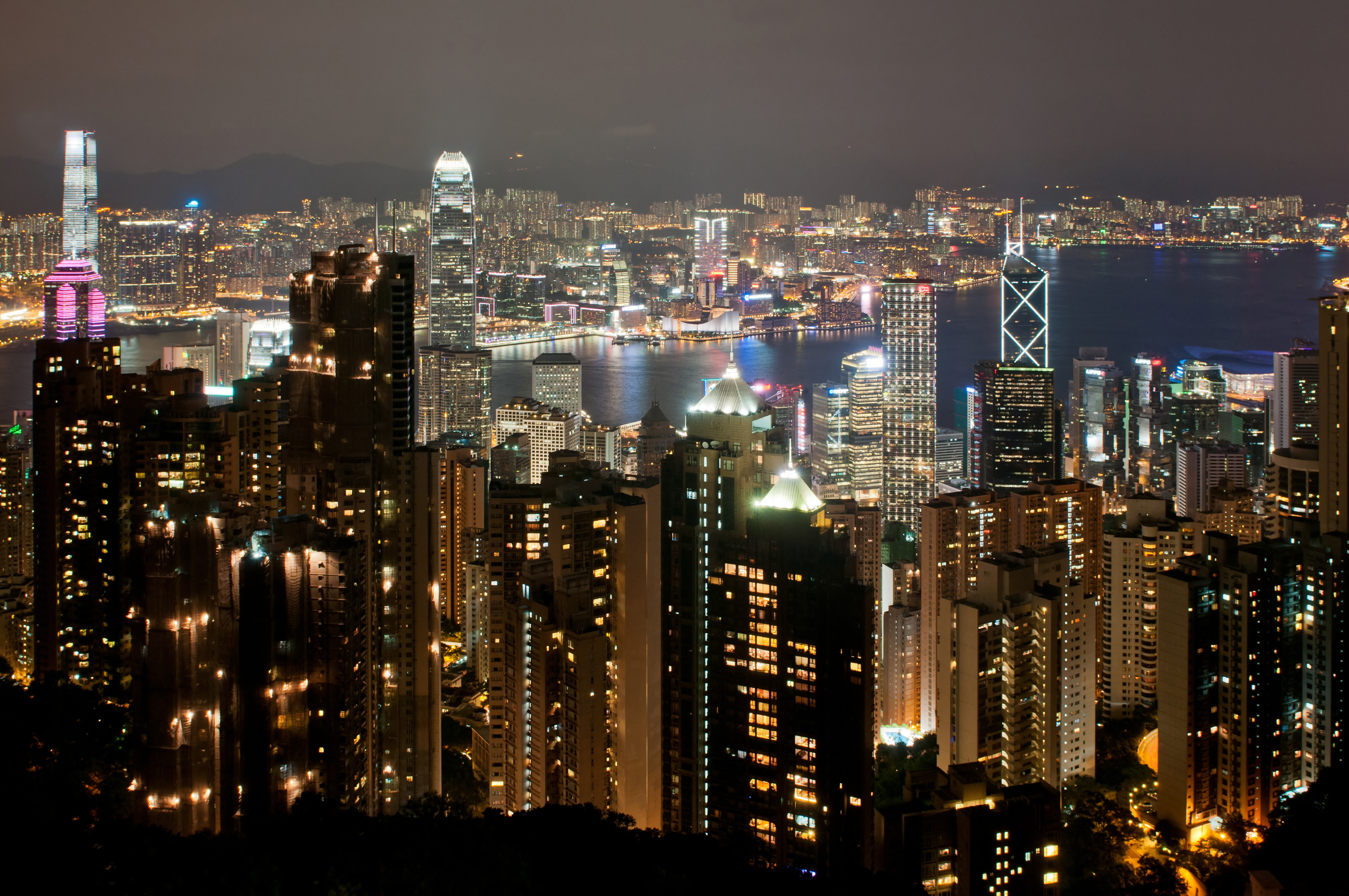
Нічний вид на гавань Вікторія з піку Вікторія

Бухта або гавань Вікторія (англ. Victoria Harbour) — природна гавань, розташована між островом Гонконг і півостровом Коулун в Гонконзі. Глибокі захищені води гавані та її стратегічне розташування у Південнокитайському морі зіграли важливу роль у заснуванні Гонконгу як колонії Британської імперії та його подальшого розвитку як центру торгівлі.
Протягом всієї своєї історії, гавань бачила безліч меліоративних проєктів по відвоюванню суші на обох берегах, багато з яких викликали полеміку в останні роки. Була висловлена екологічна занепокоєність про наслідки такого збільшення суші, напр. в плані якості води і втрати природного середовища. Було також висловлено припущення, що переваги збільшення площі сущі можуть бути меншими, ніж негативний ефект зменшення ширини гавані на кількість суден, що проходять через неї. Тим не менш гавань Вікторія досі зберігає свою першу роль — порт для тисяч міжнародних суден щорічно.
Давно відома своїми приголомшливими краєвидами, гавань є однією з головних туристичних пам'яток Гонконгу. Вона розташована всередині щільної міської забудови і є місцем щорічних феєрверків, а її набережні є популярними місцями зібрань для туристів та жителів міста.

## Історія

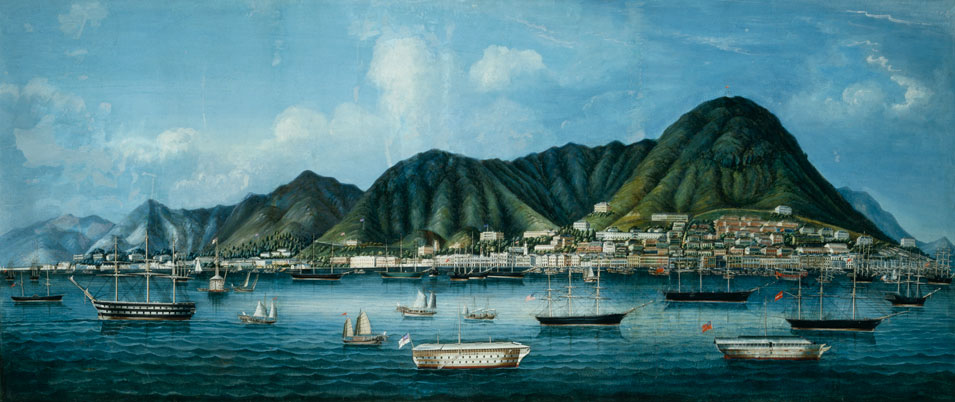
Гавань Вікторія і острів Гонконг в 1860 році.

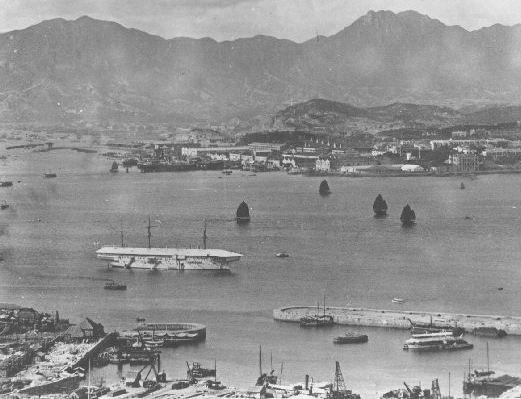
Судно HMS Tamar на якорі поблизу військово-морської корабельні у гавані Вікторія, 1905 р.

Перше посилання на те, що зараз називається гавань Вікторія, відоме з морських карт Чжен Хе узбережжя Китаю 1425 року, які включені у  «Вубей Чжи» (Трактат про технології озброєння), всеосяжної військової книги 17-го ст. Хоча гавань зазначалась на пізніших картах, перша її детальна карта — морська карта 1810 року , підготовлена для Ост-Індської компанії Деніелом Росом і Філіпом Моеном, лейтенантами Bombay Marine (попередника ВМС Індії).
Деякими з перших розважальних заходів в гавані були водні змагання, такі як плавання і водне поло у 1850-х роках, проведені членами першого спортивного клуба «Victoria Recreation Club».
Під час Тайпінського повстання, озброєні бунтівники марширували по вулицях Гонконгу.  23 січня 1855 року флот тайпінських джонок був на межі морського бою з китайськими імператорськими військовими човнами, які захищали гавань. Китайські захисники отримали наказ відійти від британських колоніальних властей. Ці інциденти викликали зростання напруженості, що в кінцевому підсумку призвела до Війни стріл. Гавань спочатку мала назву «гавань Гонконга», але пізніше була перейменована на «гавань Вікторії», щоб забезпечити укриття для британського флоту королеви Вікторії.
Тему забруднення гавані гостро постала в 1970-х роках з бурхливим зростанням промисловості. Гонки водного клубу були зупинені в 1973 році через забруднення води. Дослідження також виявили надлишок азоту, який утворився з відкладень стоку дельти Перлинної річки в гавань протягом багатьох десятиліть.
Після завершення 1989 року техніко-економічного обґрунтування намиву районів Центральний та Ван-Чай, Комітет земельної політики схвалив концепцію поступової реалізації цього додаткового намиву. Він складається з трьох територій районів, розділених парками — Централ, Тамар і Виставка.
Останній запропонований намив, що тягнеться вздовж набережної від Шенг Ван до Козвей Бей, отримав суспільний спротив, оскільки гавань стала важливим місцем для жителей міста. Активісти засудили дії влади як деструктивні не тільки до природного середовища, але і до того, що розглядається як один з найцінніших природних ресурсів території. Щоб протистояти подальшим спробам зменшити розмір водойми були утворені громадські організації, в тому числі Товариство охорони гавані; її голова, Крістін Ло, заявила, що гавань «…це дорогоцінне національне надбання і ми повинні зберегти її для майбутніх поколінь. Я вважаю, що проникливий і далекоглядний керівник буде підтримувати нашу позицію і співпрацювати з нами для захисту гавані». Роботи з намиву призвели до зносу будівель історичного значення — пірсу Королеви та поромного пірсу площі Единбурга, попри масовий опір населення.

## Географія

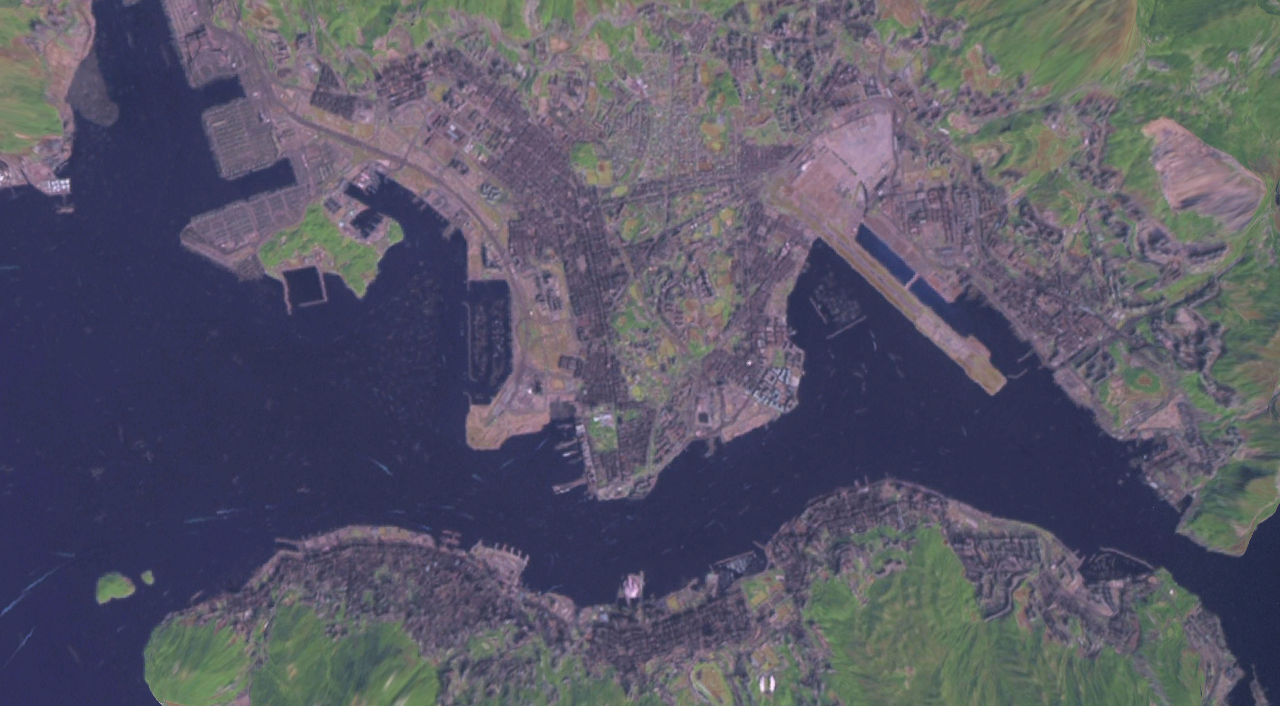
Супутниковий вид на гавань Вікторія у 2000-х роках

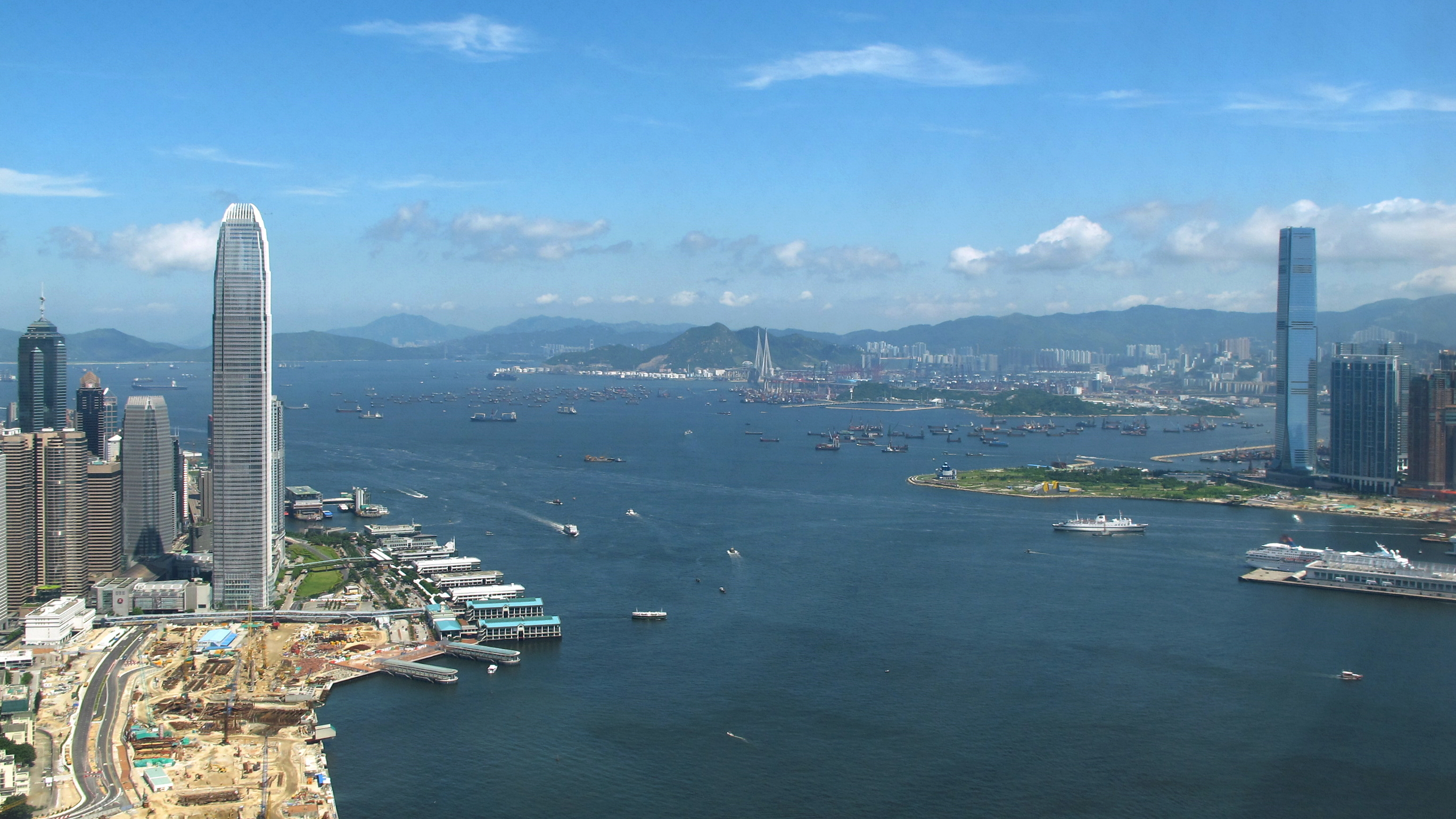
Вид на гавань Вікторія зі сходу, від Сентрал Плаза, справа — берега острова Гонконг, зліва — Коулун.

Станом на 2004 р. гавань Вікторія мала площу близько 41,88 км2 (16,17 миля2). Її східною межею вважається лінія, утворена між західним краєм Чау Сіу Ван (小酒灣) та А-Кунг-Нгам. Західною межею зазвичай вважається лінія, проведена з найзахіднішої точки острова Гонконг до самої західної точки Зеленого острова, звідти пряма лінія, проведена з найзахіднішої точки Зеленого острова до крайньої південно-східної точки Цинь-Ї, звідти вздовж північного і східного берегів Цинь-Ї до його найзахіднішої частині, і звідти пряма лінія, намальована на істинний північ у бік материка.
 У гавані є кілька островів:
- Зелений Острів
- Малий Зелений острів
- скеля Коулун
- острів Цинь-Ї

Внаслідок намиву суші, наступні кілька колишніх островів зараз вже з'єднані з берегами або більшими островами:
- острів Каменерізів (зараз з'єднаний з Лай Чі Кок Бей, Новий Коулун)
- Канальна скеля (зараз з'єднана з Квун Тон, Новий Коулун)
- острів Келлетта (зараз з'єднаний з Козвей Бей, острів Гонконг)
- острів Хой Шам (зараз з'єднаний з То Ква Ван, Коулун)
- Нга Ін Чау (зараз з'єднаний з островом Цинь-Ї, Нові території)
- острів Стовп (зараз з'єднаний з Квай Чунг, Нові території)
- Монг Чау (зараз з'єднаний з Квай Чунг, Нові території)
- Чау Цай (зараз з'єднаний з Цинь-Ї)
- скеля Рамсі (зараз включена у Цім Ша Цуй/Хунг Том)

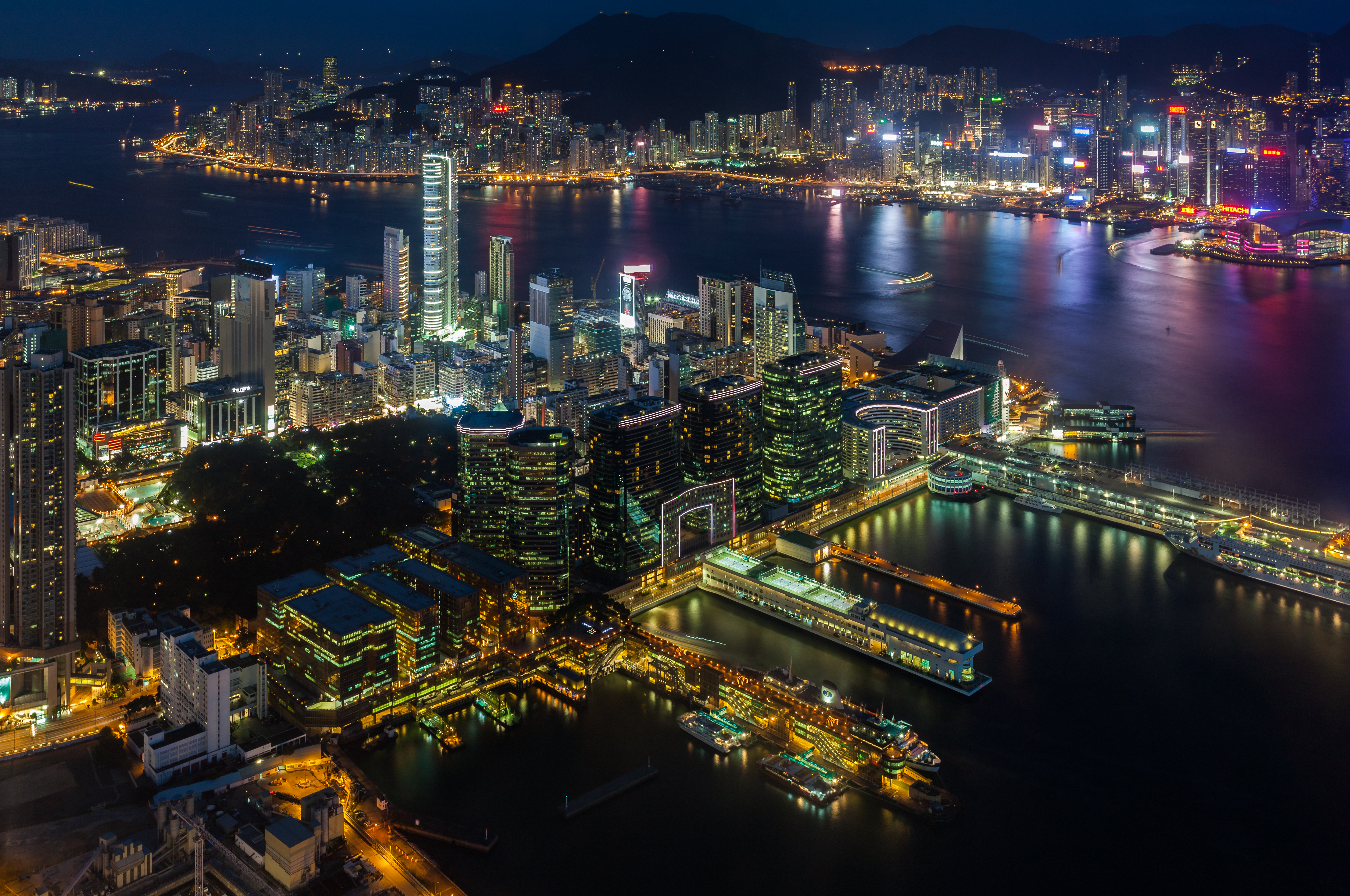
Вид зі Sky100.

## Туризм
Гавань Вікторія всесвітньо відома своїми драматичними панорамним нічним виглядом і краєвидами, особливо в напрямку острова Гонконг, де перед пагорбами на горизонті розташувалась лінія хмарочосів. Одними з найкращих місць, щоб дивитися на гавань, є вежа на вершині піку Вікторія, площа біля Культурного центру або набережна Цім Ша Цуй в з боку Коулуна. Також гарний вид на гавань і міський пейзаж — з порому «Стар Феррі», зокрема, на маршруті між Центральним районом та і Цім Ша Цуй.
Як природний центр території, гавань є місцем проведення більшості великих громадських заходів, включаючи щорічні феєрверки на другу ніч місячного Нового Року. Ці шоу популярні серед туристів і місцевих жителів, і видовище зазвичай транслює місцеве телебачення. Для підвищення популярності гавані як місця екскурсій, уряд запровадив шоу «Симфонія вогнів». 
Також нещодавно була відкрита Алея зірок уздовж набережної перед «Новим світовим центром» у Цім Ша Цуй. За зразком голлівудської Алеї Слави, зірки тут удостоюються найзнаменитіші люди гонконзької кіноіндустрії за останні десятиліття.
Щороку наприкінці листопада зовнішні стіни будівель в центральних ділових районах по обидві сторони гавані прикрашають різдвяними прикрасами, які потім в січні міняють на прикраси до Нового року за місячним календарем.

## Портові споруди

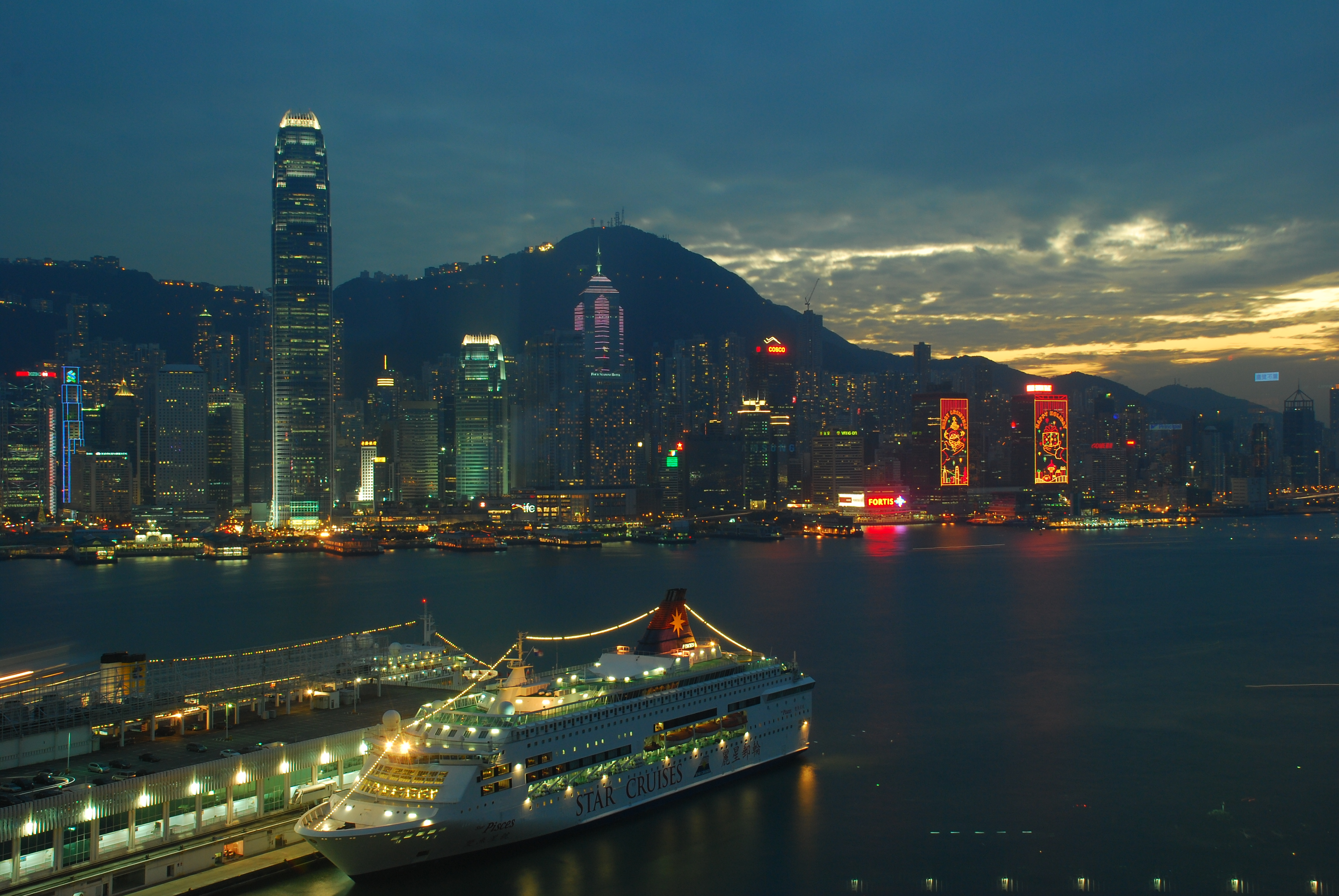
Гонконзький океанічний термінал в грудні 2008 року

Гавань Вікторія є домівкою для більшості портових споруд Гонконгу, що робить Гонконг одним з найзавантаженіших. У середньому щороку порт відвідують 220 000 кораблів, у тому числі океанські і річкові судна, вантажні і пасажирські. Контейнерні термінали Квай Чунг в західній частині гавані є основними контейнерними потужностями порту, працюють у цілодобовому режимі і обробляють близько 62 % вантажів. Щотижня до Гонконгу заходить близько 400 контейнеровозів, які обслуговують більш ніж 500 напрямків в усьому світі.
Протягом багатьох років до 2004 року, Гонконг опрацьовував більшість контейнерів (у дфе), але в останні роки зростає конкуренція з боку портів в сусідньому Шеньчжені (починаючи з серпня 2004 року порти Шеньчженя в сукупності обробили більше контейнерів, ніж термінали Квай Чунг). Порт Гонконга в цілому теж поступився порту Сінгапуру у сфері обробки контейнерів, починаючи з першого кварталу 2005 року.

## Транспорт

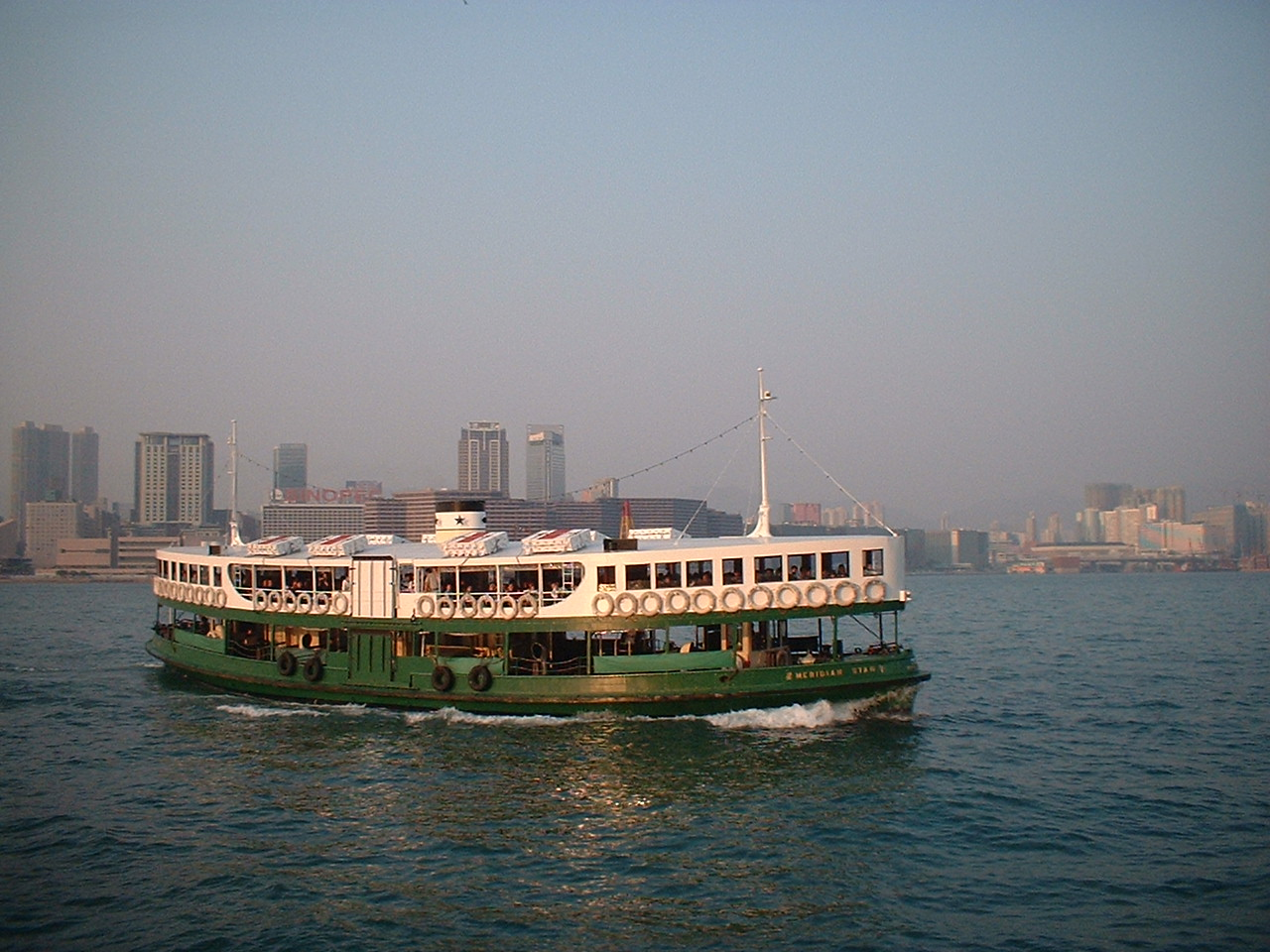
Пором «Меридіан Стар» з флоту «Стар Феррі» перетинає гавань Вікторія

Через гавань не має жодного мосту, але під водою її перетинають три автодорожні тунелі: Кросс-Харбор (відкритий в 1972 р.), Східний (1989) і Західний (1997). Вони є важливим засобом зв'язку між островами Гонконг і Коулун.
Під гаванню проходить також три лінії метро, а саме:
- лінія Цуен Ван
- лінія Цуен Ван О (спільний занурений тунель зі Східним автомобільним тунелем)
- лінія Тунг Чунг (ділить колію в тунелі з Аеропорт-Експрес)

Планується відкрити четвертий залізничний тунель під гаванню, який стане частиною лінії Шатін-Централ.
Поромна переправа «Стар Феррі» існує в гавані з кінця 19 століття. Сьогодні вона виконує маршрути: від Централ до Цім Ша Цуй та від Ванчай до Цім Ша Цуй. В гавані є і деякі інші регулярні поромні оператори, напр. «Ферст Феррі», яка перевозить автомобільний транспорт, якому заборонено користуватися тунелями.

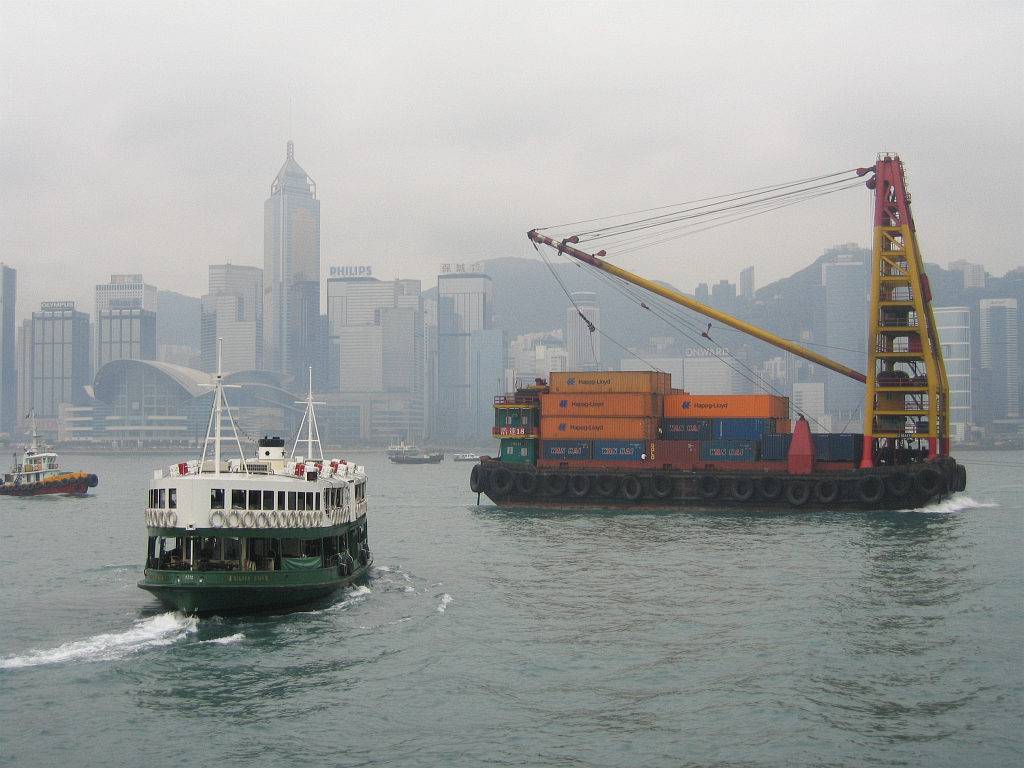
Вантажний ліхтер проходить позаду порому

Для міжнародних пасажирських перевезень та перевезень до материкової частині Китаю і Макао, є два поромні термінали, а саме поромний термінал Гонконг-Макао і поромний термінал Гонконг-Китай, а також термінали для круїзів — Оушен термінал та круїзний термінал Кай Так.